# Homarinus capensis
Homarinus capensis är en kräftdjursart som först beskrevs av Herbst 1792.  Homarinus capensis ingår i släktet Homarinus och familjen humrar. IUCN kategoriserar arten globalt som otillräckligt studerad. Inga underarter finns listade i Catalogue of Life.

## Bildgalleri

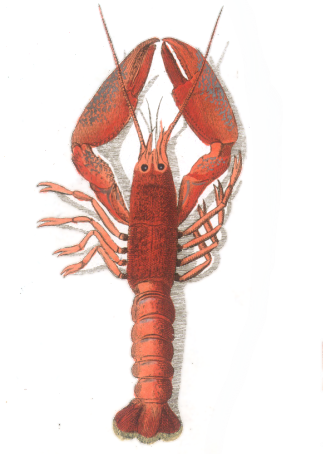